# Wilmar Cabrera
Wilmar Rubens Cabrera Sappa (født 31. juli 1959 i Los Cerrillos, Uruguay) er en tidligere uruguayansk fodboldspiller (angriber), der mellem 1983 og 1986 spillede 21 kampe og scorede fire mål for Uruguays landshold. Han deltog blandt andet ved VM i 1986 i Mexico.
På klubplan spillede Cabrera blandt andet for Nacional og Rampla Juniors i hjemlandet, Valencia CF og Sporting Gijón i Spanien, samt OGC Nice i Frankrig.